# The National Pinetum Bedgebury

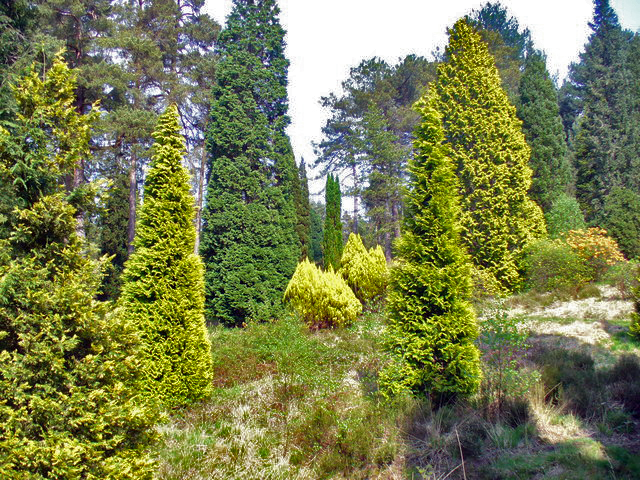
Coníferas en el Bedgebury Pinetum

El Pinetum Nacional de Bedgebury (en inglés: The National Pinetum Bedgebury) es un Pinetum de 320 acres ( 138 hectáreas ) de extensión rodeado de 2600 acres del bosque de la región, que se encuentra en Bedgebury en el condado inglés de Kent al este de Londres. El Pinetum tiene lazos históricos con el Real Jardín Botánico de Kew y con Wakehurst. Este jardín botánico es miembro del BGCI y presenta trabajos en la Agenda Internacional para la Conservación en los Jardines Botánicos, su código de identificación internacional como institución botánica es BEDGE.

## Localización
Bedgebury se encuentra localizado cerca de la carretera « B2079 » procedente de Goudhurst. Hay un poste de señalización en la Autovía « A21 » poco antes de llegar a Flimwell. 
The National Pinetum Bedgebury, Weald Forest District, Nr. Goudhurst, Cranbrook, Kent TN17 2SL, U.K.
Bedgebury, Reino Unido. 
- Teléfono: 01580 211044
- Latitud:
- Longitud:
- Promedio anual de lluvias: 800 mm
- Altitud: m s. n. m.

## Historia
El señorío de Bedgebury fue mencionado por vez primera en un relato de « Kenwulf, King of Mercia », en el año 815. En esta zona ha seguido habiendo una gran área de arbolado hasta los tiempos actuales. El señorío fue patrimonio por seis generaciones de la familia de Bedgebury, a partir de épocas normandas hasta cerca de 1450.
Pasó después, gracias a unión matrimonial a siete generaciones de Colepeppers (Culpeppers), que fueron personajes prominentes en la política en los tiempos de los Tudor y de los Estuardo. Vivieron en la casa del señorío original. La finca fue vendida en 1680 a sir James Hayes del que se dice que había ganado su fortuna gracias a un galeón español hundido y reconocido por haber construido la mansión (actualmente un colegio internacional). 
El señorío ha pasado a través de varios dueños incluyendo el vizconde Lord Beresford (que fue mariscal de campo bajo el mando del duque de Wellington en las guerras de la península española), que lo compró en 1836. 
La finca principal fue comprada por la Corona británica en 1919 con el propósito de dedicarla a la silvicultura, mientras que la casa y jardines de alrededor fue comprada por la « Church Educational Corporation » y ahora es escuela de Bedgebury. En Bedgebury el bosque fue transferido en 1924 a la Comisión de silvicultura y enajenada un área adosada para establecer la « National Conifer Collection » (Colección Nacional de Coníferas) en 1925.
El Pinetum en Goudhurst fue diseñado por el botánico William Dallimore de Kew, que trabajó incansable incluso después de su retiro de Kew en 1936. Experto en coníferas reconocido mundialmente, supervisó los progresos iniciales hasta 1945, planeó y supervisó el trabajo, sobre todo bajo grandes dificultades, en los años del rigor financiero, y su último periodo bajo las condiciones del tiempo de guerra. Algunas autoridades han acreditado a Dallimore como un genio en ajardinamiento, identificando su habilidad particular al usar las especies más espectaculares en posiciones prominentes, completando la exhibición con especies menos proporcionadas que eran esenciales en la creación de una colección equilibrada. Estando no sólo interesado en el potencial científico del Pinetum sino también en su valor como paisaje atractivo, se ha diseñado el Pinetum para poder apreciar fácilmente la forma, el color y la textura de las coníferas maduras.

## Colecciones
Este jardín botánico posee una parte de vegetación natural silvestre preservada.
Algunas de las especies de coníferas que se encuentran en Bedgebury, están actualmente extintas en su medio natural y muchas otras son extremadamente raras. El 50% de todas las especies se encuentran amenazadas. Mientras que la selva tropical recibe mucha publicidad, a las coníferas no se les presta generalmente ninguna atención. 
Sus colecciones de exhibición, albergan 5,407 plantas, representando a 2,100 taxones, 488 especies y 49 géneros
- Colección de coníferas,
- Cephalotaxaceae,
- Cupressaceae,
- Ginkgoaceae,
- Pinaceae,
- Podocarpaceae,
- Taxaceae,
- Taxodiaceae,
- Juniperus,
- x Cupressocyparis
- Taxus.

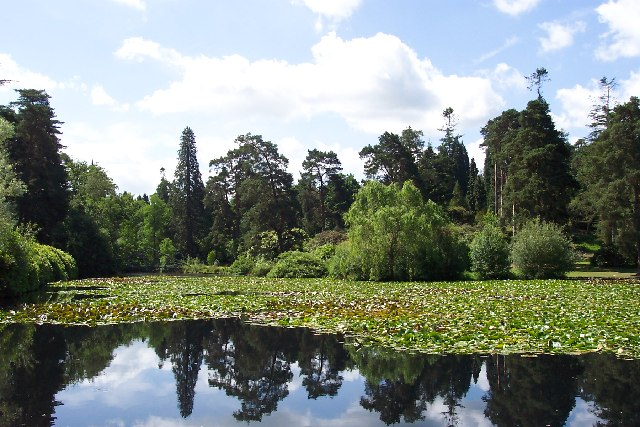
El lago Marshal, en el Bedgebury Pinetum de Kent

Alberga árboles, de significancia histórica importante, con 56 especies vulnerables o especies en peligro crítico y las cinco colecciones del « National Conifer Collection » NCCPG. Contiene algunos de los ejemplares de coníferas más viejos y de mayor talla en Gran Bretaña.

## Usos y aplicaciones
Entre los aspectos de utilidad que se reconocen a las coníferas es el de ser fuente de producción de resinas, trementina y de aceites naturales. Además de ser las materias primas para la fabricación de muebles, para la construcción, el cercado, el papel, al MDF, los conglomerados, la madera contrachapada, etc. 
La industria de la perfumería también visita Bedgebury de vez en cuando para tomar inspiración de nuevas fragancias. 
Bedgebury también está jugando un papel importante en la investigación del tratamiento del cáncer y la búsqueda de variedades del tejo con altas concentraciones en Taxol, el producto químico activo contra el cáncer. En los estudios realizados en los árboles en Bedgebury ha llevado al descubrimiento de niveles elevados de Taxol en un cultivar que data de la época Victoriana que se encuentra solamente en Gran Bretaña en Bedgebury. 
Hay varias especies de tejo que se están utilizando en el tratamiento del cáncer; las dos especies principales son: Los tejos del Pacífico y de los Himalayas. Este hecho ha ejercido una gran presión en las poblaciones salvajes de estas especies porque es necesaria la corteza de diez árboles para tratar a una sola persona. Pero el Pinetum contiene varios ejemplares en buen estado. 